# Theodoric Valeton
Theodoric Valeton est un botaniste néerlandais, né en 1855 à Groningue et mort en 1929 à La Haye.

## Biographie
Il fait ses études à l’Université de Groningue où il obtient son doctorat en 1886. Trois ans plus tard, il part à Java comme bactériologiste à la Station expérimentale sucrière de Pasoeroean. Il entre en 1893 au Jardin botanique de Buitenzorg. Il y dirige l’herbier de 1903 à 1913, date de son départ à la retraite. Il séjourne à Buitenzorg de 1916 à 1919 pour y étudier les Zingiberaceae. Outre de nombreuses publications taxinomique, Valeton participe à la rédaction de Bijdragen tot de kennis der Boomsoorten op Java basé sur des spécimens récoltés par Sijfert Hendrik Koorders (es).

## Hommage
Elias Magloire Durand lui dédie le genre Valentonia de la famille des Icacinaceae.